# 우시바나 다케시
우시바나 다케시(일본어: 牛鼻 健, 1977년 9월 21일 ~ )는 일본의 전 축구 선수이다.

## 구단 경력
과거 아비스파 후쿠오카에서 활동하였다.